# Gardendale
Gardendale es una ciudad del Condado Jefferson, en el estado de Alabama y un suburbio en el norte del condado de Birmingham, Alabama, Estados Unidos.

## Población
Según el censo de 2000, la población de la ciudad era de 11 626 habitantes. A partir de 2013, la Oficina del Censo estima la población de la ciudad en 13 893 habitantes.